# Eva Brunne
Eva Brunne (Malmö, 1954. március 7. –) a Svéd Egyház lelkésze, 2009 óta Stockholm evangélikus püspöke, a világ első nyíltan leszbikus püspöke.

## Élete és pályafutása
Malmőben született 1954-ben és itt is nőtt fel. Teológiát tanult a Lundi Egyetemen, 1978-ban pedig pappá szentelték a Lundi egyházmegyében. 1980-ban Stockholmba költözött, 1990-ben Sundbyberg egyházközség lelkésze lett, majd nyolc évig Flemingsbergben szolgált. 2000 és 2006 között huddingei és botkyrkai esperesség vezetője volt.
2006-ban a Stockholmi egyházmegye esperese lett, 2009-ben pedig a püspöke. Felszentelésén XVI. Károly Gusztáv király és Szilvia királyné is részt vett. Öt anglikán püspök valamint az izlandi, az észt, a litván és a lett egyházak visszautasították a részvételt.
Eva Brunne 2001 óta bejegyzett élettársi kapcsolatban él Gunilla Lindén lelkésznővel, egy kisfiuk van.

## Fordítás
- Ez a szócikk részben vagy egészben  az   Eva Brunne című angol Wikipédia-szócikk fordításán alapul.  Az eredeti cikk szerkesztőit annak laptörténete sorolja fel. Ez a jelzés csupán a megfogalmazás eredetét és a szerzői jogokat jelzi, nem szolgál a cikkben szereplő információk forrásmegjelöléseként.